# .ax
.ax är Ålands nationella toppdomän (ccTLD). Domänen togs i bruk den 15 augusti 2006, efter att ICANN godkände den den 21 juni 2006. Ålands landskapsregering ansvarar för toppdomänen. Den tekniska driften sköts av Ålands Datakommunikation Ab (Ålcom).

## Registrering och regler
Sedan den 5 september 2016 kan vem som helst registrera ett domännamn under .ax, oavsett anknytning till Åland. Tidigare var registreringen begränsad till personer, företag och organisationer med lokal anknytning.
Ansökan om domännamn görs inte längre via landskapsregeringen, utan genom en godkänd registrar (återförsäljare av domännamnstjänster). Det finns ett stort antal sådana registrarer registrerade hos kommunikationsverket (nuvarande Traficom) i Finland, varav flera är baserade utanför Europa.
Registreringen regleras av den finska Lag om domännamn samt avtal mellan Traficom och landskapsregeringen.

### Regler för .ax-domännamn
Grundläggande krav för domännamn
- Måste följa finsk lag och god sed
- Får inte innehålla skyddat varumärke eller företagsnamn utan tillstånd
- Får inte registreras i syfte att säljas vidare (cybersquatting)

Otillåtna domännamn
Ett domännamn får inte:
- Bestå av endast en bokstav (t.ex. a.ax)
- Bestå av ett allmänt ord för juridisk form eller ordet varumärke (t.ex. ab.ax, varumarke.ax)
- Vara samma som en toppdomän (t.ex. com.ax, se.ax)
- Innehålla stötande innehåll eller uppmana till brott

Tillåtna tecken
Ett domännamn får innehålla:
- Bokstäver a–z (versaler och gemener behandlas lika)
- Siffror 0–9
- Bindestreck (-), men inte som första eller sista tecken
- Svenska tecken: å, ä, ö
- Vissa internationella tecken (IDN)

## Historik
Innan .ax-domänen infördes använde de flesta åländska webbplatser subdomänen aland.fi. När .ax lanserades 2006 var planen att fasa ut aland.fi under en treårsperiod. Nya registreringar under aland.fi stoppades, men befintliga namn fick fortsätta att fungera parallellt med motsvarande .ax-namn. Utfasningen blev dock inte fullständig, och fortfarande (2025) finns aktiva webbplatser under aland.fi, även om många numera endast är omdirigeringar till motsvarande .ax-adress.